# The Joy Formidable
The Joy Formidable — британская рок-группа, образовавшаяся в 2007 году в Северном Уэльсе (в составе: Ритци Брайан — вокал, гитара; Ридиан Дэвид — бас-гитара, бэк-вокал и Мэтт Томас, ударные) и исполняющая мощный, мелодичный альт-рок (согласно Rolling Stone), «вызывающий воспоминания о середине 1990-х, когда на рок-радио доминировали группы, возглавлявшиеся женщинами: Hole, PJ Harvey, Veruca Salt и Elastica». Трио дебютировало в 2009 году с A Balloon Called Moaning EP; в январе 2011 года вышел тепло принятый критикой полноформатный дебют The Big Roar.

## История группы
Первая группа певицы и гитаристки Ритци Брайан (Ritzy Bryan) и басиста Ридиана Дэвида (Rhydian Dafydd) называлась Tricky Nixon и исполняла гитарный инди-рок; изменив название на Sidecar Kisses, ансамбль ужесточил звучание, которое стало ближе к пост-панку. В 2007 году состав изменил название вновь — на The Joy Formidable, заиграл «первобытный эпический грандж а-ля The Breeders с элементами Arcade Fire и Yeah Yeah Yeahs» и вошёл в список перспективнейших новых коллективов, составленный The Guardian в январе 2008 года.
Начав свою новую жизнь в Молде, на севере Уэльса, группа затем перебралась в Лондон, где барабанщика первого состава Джастина Стэйли (Justin Stahley) заменил Мэтт Томас (Matt Thomas). The Joy Formidable быстро заставили заговорить о себе музыкальных критиков, выступив на нескольких британских фестивалях. За серией синглов последовал дебютный мини-альбом A Balloon Called Moaning (2009). Проведя гастроли с The Editors и Passion Pit, группа выпустила концертный альбом First You Have to Get Mad, а затем подписала новый контракт. с инди-лейблом Black Bell Records, которым руководит Айад Аль-Адами, участник Passion Pit. В 2011 здесь вышел полноформатный дебютный альбом The Big Roar, в целом высоко оцененный музыкальной критикой.
В марте 2013 года группа выпустила альбом Wolfs Law.

## Дискография

### Студийные альбомы
| Год  | Альбом                                                                                           | Чарты           |
| Год  | Альбом                                                                                           | UK Albums Chart |
| ---- | ------------------------------------------------------------------------------------------------ | --------------- |
| 2011 | The Big Roar - Вышел 24 января 2011 - Лейбл: Atlantic Records - Формат: CD, Digital Download, LP | 31              |
| 2013 | Wolf's Law - Вышел 21 января 2013 - Лейбл: Atlantic Records - Формат: CD, LP, digital download   | 41              |
| 2016 | Hitch - Вышел 25 марта 2016 - Лейбл: Caroline Records - Формат: CD, LP, digital download         | 119             |
| 2018 | Aaarth - Вышел 28 сентября 2018 - Лейбл: Caroline Records - Формат: CD, LP, digital download     | 93              |

### EPs
| Year | Альбом |
| ---- | --- |
| 2009 | A Balloon Called Moaning - Выпущен 17 февраля 2010 - Лейбл: Pure Groove Records - Формат: Digital Download, LP |
| 2011 | Roarities - Выпущен 5 июля 2011 - Лейбл: Atlantic Records - Формат: CD, digital download                       |
| 2011 | The Big More - Выпущен 14 октября 2011 - Лейбл: Atlantic Records - Формат: CD, digital download                |
| 2016 | Sleep is Day - Выпущен 26 сентября 2016 - Лейбл: C'mon Let's Drift - Формат: Digital download                  |